# Estación de Erandio
Erandio es una estación del Metro de Bilbao soterrada, situada en el barrio de Alzaga en el municipio de Erandio y fue inaugurada el 11 de noviembre de 1995. 
Su tarifa corresponde a la zona 2. 
Anteriormente fue una estación de la Línea Bilbao - Plencia de Ferrocarriles Vascos. Fue la primera estación de la línea que se soterró, según el diseño del arquitecto navarro Francisco Javier Sáenz de Oiza. Se reformó entre 1997 y 1998, buscando por un lado adaptarla al diseño de otras estaciones, y por otro mantener el diseño de Saénz de Oiza.

## Accesos
- C/ Geltoki etorbidea, 2 (salida Erandio)
- Interior de la estación